# Georg Friedrich Prinz von Preußen

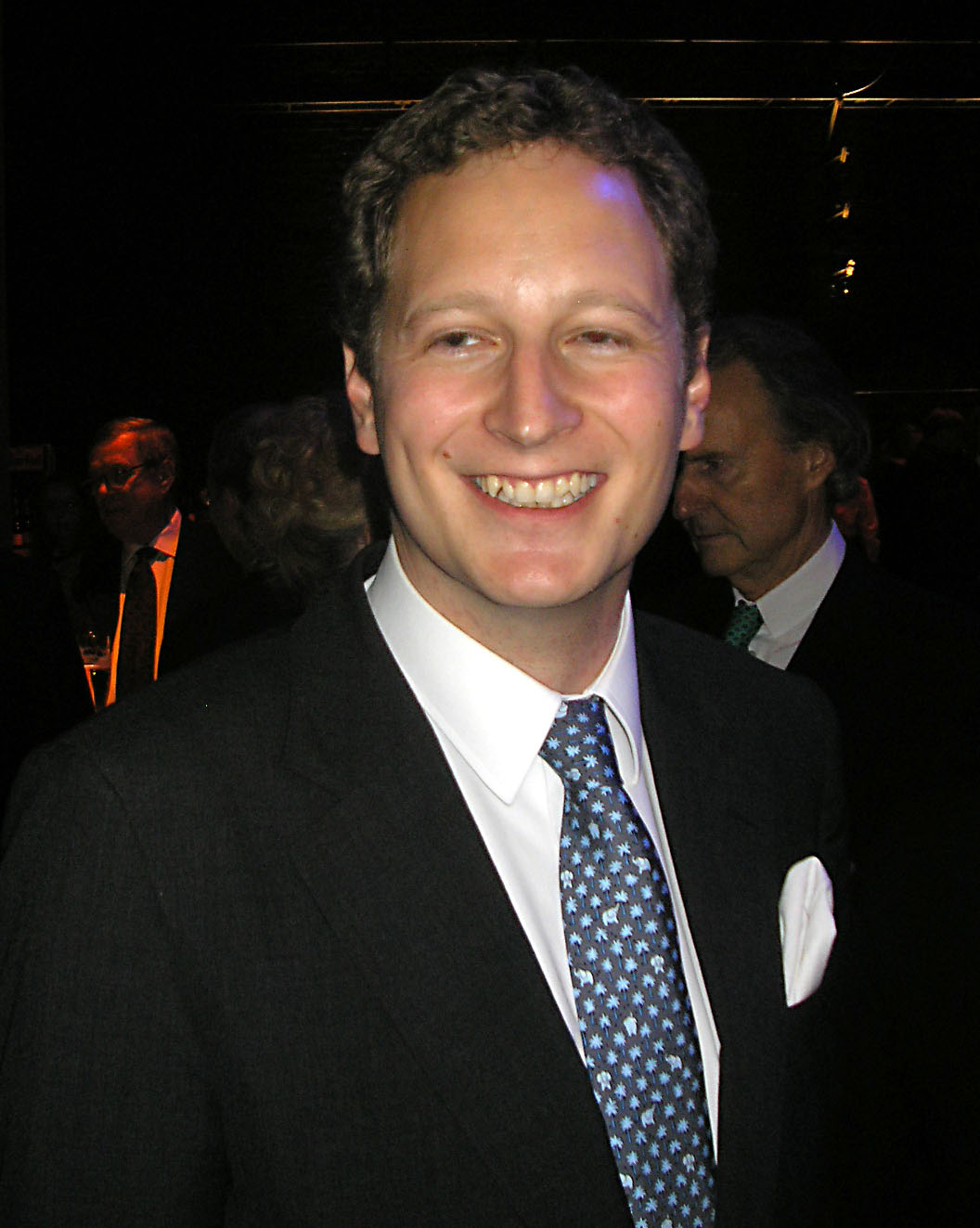
Georg Friedrich Prinz von Preußen

Georg Friedrich Prinz von Preußen (ur. 10 czerwca 1976 w Bremie) – jedyny syn Louisa Ferdinanda Prinz von Preußen (zm. 1977) oraz Donaty Emmy Gräfin zu Castell-Rüdenhausen, pochodzącej z suwerennego rodu mediatyzowanego w 1815. Jest praprawnukiem ostatniego cesarza Niemiec Wilhelma II.

## Spadkobierca Louisa Ferdinanda (II)
Książę Prus Louis Ferdinand (II) zmarł w 1994, a Georg Friedrich jako jedyny jego potomek pochodzący z małżeństwa równego rodem, odziedziczył po nim tytuł i pretensje do tronu. Ominięto dwóch starszych synów Louisa Ferdinanda (II), ponieważ zawarli oni małżeństwa morganatyczne. Stryjowie Georga Friedricha, Friedrich Wilhelm i Michael, zaskarżyli postanowienia testamentu dziadka. Proces trwał od 1994. W 1997 sąd regionalny w Hechingen i sąd regionalny wyższej instancji w Stuttgarcie przyznały rację stryjom Georga Friedricha i uznały, że wymóg małżeństwa równego rodem jest „niemoralny”. Trybunał Federalny nie zgodził się z orzeczeniem na korzyść stryjów i sprawa wróciła do sądów regionalnych, które tym razem orzekły na korzyść Georga Friedricha. Stryjowie wnieśli pozew do Federalnego Trybunału Konstytucyjnego, a ten nie zgodził się z orzeczeniem na korzyść Georga Friedricha. W końcu, 19 października 2005 sąd regionalny orzekł, że Georg Friedrich jest pełnoprawnym następcą swojego dziadka, ale jego stryjowie i inne dzieci księcia Louisa Ferdinanda mają prawo do części spadku pruskiego.

## Życiorys
Georg Friedrich edukację pobierał w Bremie, Oldenburgu, Aberdeen w Szkocji i we Freibergu w Saksonii. Jest oficerem rezerwy Bundeswehry.
W 2001, w momencie wygaśnięcia linii męskiej dynastii Meklemburgii-Schwerinu, został tytularnym wielkim księciem Meklemburgii-Schwerinu (układ o dziedziczeniu z 1442). Jest protektorem protestanckiej gałęzi Rycerskiego Zakonu Świętego Jana z Jerozolimy, zwanego zakonem joannitów — Baliwatu Brandenburskiego oraz wielkim mistrzem orderów domowych Czarnego Orła i Rodu Hohenzollernów. Jest spokrewniony z wieloma dynastiami europejskimi m.in. duńską, norweską, szwedzką i hiszpańską. Jest 152. z kolei w linii następstwa do tronu brytyjskiego.
Obecnie mieszka w Berlinie i zajmuje się m.in. organizowaniem Muzeum Hohenzollernów we wschodnim skrzydle pałacu Charlottenburg oraz działa jako prezes charytatywnej fundacji im. Księżnej Kiry (żony Louisa Ferdinanda (II)).
Prinz von Preußen nie podjął działalności politycznej. 

## Zaręczyny i ślub
21 stycznia 2011 roku zaręczył się z księżniczką Sophie Prinzessin von Isenburg (ur. 7 marca 1978), córką Franza Alexandra Fürst von Isenburg i Elisabeth Christiny Gräfin von Saurma-Jeltsch. Ślub odbył się 27 sierpnia 2011 roku w poczdamskim Kościele Pokoju, jako część obchodów 950. rocznicy powstania rodu Hohenzollernów. Gośćmi uroczystości byli przedstawiciele czołowej arystokracji europejskiej, jak i politycy oraz wojskowi.
Dzieci:
- Carl Friedrich Franz Alexander i Louis Ferdinand Christian Albrecht, ur. 20 stycznia 2013 (bliźniacy)[5]:
- Emma Marie Charlotte Sophie, ur. 2 kwietnia 2015
- Heinrich Albert Johann Georg, ur. 17 listopada 2016[potrzebny przypis]